# Captain Tugboat Annie
Captain Tugboat Annie sau Tugboat Annie's Son este un film american din 1945 regizat de Phil Rosen. Protagoniștii filmului sunt Jane Darwell ca Annie și Edgar Kennedy ca Horatio Bullwinkle.
Este a doua continuare a filmului Tugboat Annie (1933) regizat de Mervyn LeRoy, după Tugboat Annie Sails Again din 1940.